# 中國廚衛展
中國廚衛展(Kitchen & Bath China) 為世界最大廚房衛浴用品商展會，1996年起由中国贸促会與上海環球展覽公司及其他贊助方合作主辦，每年一屆。場地在上海新國際博覽中心，邀請國內外所有知名廠商參展，現場有設計師、房產、工業設計相關專家講座。
展出項目：
- 廚房浴室成套設備家具
- 各類龍頭、淋浴頭、蒸汽室及衛浴五金
- 污水處理排水系統、水淨化
- 水泵、閥門、管類接頭配件
- 散熱設備類、電暖器、熱能循環利用技術
- 家用及商用熱水器、節能產品
- 通風設備、除濕設備
- 空調、製冷機組

## 參看
- 資訊月
- Licensing China 2021
- 佛山中国国际陶瓷卫浴展-CeramBath 2021
- 中国厨卫-KBC 2021